# Strashilidae
Strashilidae (лат.) — семейство вымерших двукрылых насекомых, известных из отложений юрского периода Азии. 2 рода и 3 вида. Найдены в Сибири и Китае.

## Описание
Мелкие насекомые (5—7 мм), которые предположительно паразитировали на птерозаврах. Дорзо-вентрально сплющенные, бескрылые. Голова, глаза, а также задние ноги относительно очень крупные. Строение гениталий говорит о близком родстве с отрядом скорпионниц (Mecoptera).

## Таксономия
В 2010 году это семейство было выделено в отдельный отряд насекомых Nakridletia Peter Vršanský, Dong Ren & Chungkun Shih, 2010 (лат., от словац. na krídle — на крыле, из первоначального ошибочного предположения, что эти насекомые жили на крыльях птерозавров). В 2013 году в результате обнаружения и изучения нового материала таксон был синонимизирован с отрядом двукрылые, в котором они наиболее близки к длинноусым из семейства Nymphomyiidae.
- Strashilidae Rasnitsyn, 1992
  - Strashila Rasnitsyn, 1992
    - Strashila daohugouensis Huang et al., 2013[2]
    - Strashila incredibilis Rasnitsyn, 1992[4][5]

  - Vosila Vršanský et Ren, 2010
    - Vosila sinensis Vršanský et Ren, 2010 [=Parazila saurica Vršanský et Ren, 2010]